# 다하라 유타카
다하라 유타카(일본어: 田原 豊, 1982년 4월 27일 ~ )는 일본의 전 축구 선수이다.

## 구단 경력
과거 요코하마 F. 마리노스, 교토 상가 FC, 쇼난 벨마레, 요코하마 FC에서 활동하였다.

## 국가대표팀 경력
그는 2001년 FIFA 세계 청소년 축구 선수권 대회에 참가할 일본 U-20 국가대표팀에 발탁되었으며, 3경기에 출전, 1득점을 넣었다.